# Tram 7 (single)
Tram 7 is een single van het Nederlandse muziekduo Jurk! uit 2010. Het stond in hetzelfde jaar als derde track op het album Avondjurk, waar het de derde single van was, na Zou zo graag en Niemand.

## Achtergrond
Tram 7 is geschreven door Dennis van de Ven en Jeroen van Koningsbrugge en geproduceerd door John Sonneveld. Het is een nederpoplied waarin de liedvertellers zingen over een meisje dat ze in tram 7 ontmoetten (welke tramlijn 7 dat is, wordt niet toegelicht). Dit meisje is door een telefoongesprek aan het huilen, maar ondanks dat ze verdrietig is, vinden de liedvertellers haar heel mooi. Het korte lied bouwt op van heel klein met enkel een pianobegeleiding, naar een climax met de zangers die onder begeleiding van drums door elkaar zingen. Aan het begin is het geluid van de bel van een tram te horen. Het lied was al in 2006 te horen in het programma Nieuw Dier, maar werd pas in 2010 als single uitgebracht.

## Hitnoteringen
Het lied was een klein succes in Nederland. Hoewel de Top 40 of de bijbehorende Tipparade niet werd behaald, kwam het wel tot de negentigste plaats van de Single Top 100. Het was twee weken lang in deze hitlijst te vinden. 